# Тияновци
Тия̀новци е село в Северозападна България. То се намира в община Брегово, област Видин, на 15 – 16 км от гр. Видин в посока запад-северозапад.

## История
В църквата „Света Троица“ в селото рисува дебърският зограф Кръсто Янков.
В първите години на комунистическия режим в Тияновци, както в повечето влашки села във Видинско, голямо влияние има Българският земеделски народен съюз – Никола Петков и на изборите през 1946 година опозицията получава 63% от гласовете.
По време на Кулските събития през март 1951 година създаденото малко по-рано от комунистическия режим Трудово кооперативно земеделско стопанство е разтурено, но властите скоро го възстановяват принудително. По това време 8 семейства (31 души) от селото са принудително изселени от комунистическия режим.

## Население
Преброяване на населението през 2011 г.
Численост и дял на етническите групи според преброяването на населението през 2011 г.:
|                     | Численост | Дял (в %) |
| Общо                | 124       | 100,00    |
| Българи             | 108       | 87,09     |
| Турци               | 0         | 0,00      |
| Цигани              | 0         | 0,00      |
| Други               | 0         | 0,00      |
| Не се самоопределят | 0         | 0,00      |
| Неотговорили        | 15        | 12,09     |

### Цитирани източници
- Груев, Михаил. Преорани слогове. Колективизация и социална промяна в Българския северозапад 40-те - 50-те години на XX век.   София, Сиела, 2009. ISBN 978-954-28-0450-5.